# Anastatus reduvii
Anastatus reduvii är en stekelart som först beskrevs av Howard 1880.  Anastatus reduvii ingår i släktet Anastatus och familjen hoppglanssteklar. Inga underarter finns listade i Catalogue of Life.